# Mistrzostwa Europy IFSA Strongman 2007
Mistrzostwa Europy IFSA Strongman 2007 – doroczne, indywidualne
zawody europejskich siłaczy federacji IFSA.
Data: 21, 22 lipca 2007 r.

Miejsce: Kijów  Ukraina
WYNIKI ZAWODÓW:
| Miejsce | Zawodnik           | Kraj     | Punkty         |
| ------- | ------------------ | -------- | -------------- |
| 1.      | Wasyl Wirastiuk    | Ukraina  | 51,5           |
| 2.      | Andrus Murumets    | Estonia  | 49             |
| 3.      | Vidas Blekaitis    | Litwa    | 42,5           |
| 4.      | Robert Szczepański | Polska   | 36             |
| 5.      | Michaił Koklajew   | Rosja    | 36             |
| 6.      | Ervin Katona       | Serbia   | 29             |
| 7.      | Saulius Brusokas   | Litwa    | 26             |
| 8.      | Wiktor Jurczenko   | Ukraina  | 24             |
| 9.      | Mark Westaby       | Anglia   | 21             |
| 10.     | Ołeksandr Pekanow  | Ukraina  | 12             |
|         | Jarno Hams         | Holandia | (kontuzjowany) |
|         | Igor Pedan         | Rosja    | (kontuzjowany) |